# Marivel Solís Barrera
María Marivel Solís Barrera es una académica y política mexicana, actualmente miembro del partido Movimiento Regeneración Nacional (Morena). Tiene una amplia carrera académica y es diputada federal para el periodo de 2018 a 2021.

## Reseña biográfica
Marivel Solís Barrera es Ingeniera Industrial, tiene estudios de diplomados en Administración en Innovación Tecnológica, en Redes OTRI, y en Administración Personal; así como una especialidad en Docencia. Es docente de Mercadotecnia y Administración Producción.
Tiene una amplia trayectoria académica en la Universidad Autónoma de Hidalgo, donde ha ocupado los cargos de coordinadora nacional de la Red de Vinculación de la Asociación Nacional de Instituciones de Educación Superior, directora de Educación Continua, directora de Vinculación con el Sector Social y Productivo, directora del Corporativo Universitario, secretaria de Promoción y Desarrollo de Empresas Universitarias, y directora del Centro de Educación Continua y a Distancia de la UAEH.
En su carrera política, fue inicialmente militante del partido Movimiento Ciudadano, y fue candidada a diputada al Congreso del Estado de Hidalgo en las elecciones de 2016.
En 2018 fue elegida diputada federal por la vía plurinominal a la LXIV Legislatura hasta 2021. En la Cámara de Diputados es presidenta de la comisión de Ciencia, Tecnología e Innovación; e integrante de las comisiones de Infraestructura; y de Turismo.